# 克盧格雷尼鄉 (普拉霍瓦縣)
45°5′N 26°23′E / 45.083°N 26.383°E
克盧格雷尼鄉（羅馬尼亞語：Comuna Călugăreni, Prahova），是羅馬尼亞的鄉份，位於該國中南部，由普拉霍瓦縣負責管轄，處於布加勒斯特以北80公里，每年平均降雨量1,037毫米，海拔高度281米，2007年人口1,395。